# Хованский, Иван Андреевич Тараруй
Князь Ива́н Андре́евич Тараруй Хова́нский (начало XVII века — 17 сентября 1682, Воздвиженское) — русский военный и государственный деятель, рында, голова, воевода, наместник и боярин во времена правления Михаила Фёдоровича, Алексея Михайловича, Фёдора Алексеевича и правительницы Софьи Алексеевны.
Представитель княжеского рода Хованских, Гедиминович. Сын нижегородского и сибирского воеводы князя Андрея Андреевича.
Известен, как воевода Новгородского полка в войнах со Швецией и Речью Посполитой. Предводитель стрелецкого мятежа, получившего название Хованщины. Известен под прозвищем «Тараруй», это буквально значит «пустомеля».

## Служба
В 1636 году впервые упоминается в числе государевых стольников. В мае 1650 года «по крымским вестям» отправлен на воеводство в Тулу, откуда в конце июня был переведен в Яблонов, а осенью отозван в Москву. В 1651 году назначен первым воеводой в Вязьму, где находился три года. Участвовал в русско-польской войне (1654—1667): во время второго похода царя Алексея Михайловича на Великое княжество Литовское являлся головой московских дворян в царском полку. В 1656 году первый рында в ферезе с топориком у государева стола при приёме цесарских послов в Грановитой палате, в мае назначен первым воеводой в занятый московскими войсками Могилёв. В 1657—1659 осадный и полевой воевода в Пскове. С 1659 года второй судья в Новгородском приказе.

## Война со Швецией
В период русско-шведской войны в битве под Гдовом русскими войсками был разбит корпус графа Магнуса Делагарди. Победа над прославленным «графом Магнусом» стала триумфом князя Ивана Андреевича. Посол Речи Посполитой Стефан Медекша, находившийся в это время в Борисове, так описал ликование русских: «А между тем дали знать…, что под Псковом шведов несколько тысяч разбито, палили на валах, а пехота вся стреляла, презентуя по городу и замку.» Решительным броском князь разорил Сыренский, Нарвский, Ивангородский и Ямский уезды ливонского генерал-губернаторства. Нанеся ещё несколько поражений шведским войскам, вернулся в Псков. Его действия позволили вернуть инициативу русским войскам, утерянную после поражения под Валком.

## Война с Речью Посполитой
В 1660-х годах Новгородский полк князя Хованского оказался главной действующей армией в Литве, одному этому полку обычно противостояло всё войско Великого княжества Литовского (в виде отдельных соединений), иногда усиленное коронными частями. Основные русские войска концентрировались в это время в районе Смоленска, как наиболее важного стратегического пункта. Армия Хованского успешно действовала в Литве, в целом контролируя ситуацию. В феврале 1659 года одержал блестящую победу над частью литовской армии под Мяделем. За эту победу 27 марта 1659 года на Вербное воскресенье князь Иван Андреевич был пожалован в бояре с почётным титулом «наместника Вятского».
В конце 1659 — начале 1660 года, во главе Новгородского полка совершил поход по отложившимся от царской власти юго-западным землям Литвы, вновь подчиняя их России. Поход, поддержанный восточно-белорусской шляхтой, имел карательный характер по отношению к местной шляхте, крестьянам давали волю. Благодаря быстрым и решительным действиям были взяты Гродно, Новогрудок, Каменец, Брест и ряд других городов. Из Бреста конные сотни Хованского воевали земли Короны, появляясь у Люблина и Холма, а также в 20 вёрстах от самой Варшавы. Под Малчами был разбит и взят в плен литовский воевода Михаил Обухович. Обременённый богатой добычей, Хованский отказался от дальнейшего продвижения на запад и обратился на восток, где ещё оставались три крупные непокорённые крепости. Однако начатая им осада Ляховичей не увенчалась успехом.
Прибытие на театр военных действий в Литве крупных польских соединений, которые высвободились после Оливского мира со Швецией, значительно осложнило положение Хованского. В битве под Полонкой (27 июня 1660 года) он потерпел серьёзное поражение. В битве под Друей (февраль 1661) удалось разбить польское войско Кароля Лисовского и взять его в плен. Однако под Кушликами (4 ноября 1661 года) он вновь потерпел поражение. Тем не менее, Новгородский полк, вынужденный в основном полагаться на свои силы, продолжал военные действия в Литве. Это сковывало значительные силы Речи Посполитой, которые пытались нейтрализовать русское войско, и отвлекало их от южного театра военных действий. В сентябре 1662 года разбил поляков под Десною, взяв 300 человек в плен. В январе 1663 года велено ему возвратиться с полком в Псков, а оттуда в Москву. В мае 1663 года назначен первым судьёй в Ямской приказ и оставался для охраны столицы при царском богомолье в Николо-Угрешский монастырь, в июне приказано собирать ратных людей для похода на поляков.
В 1664 году с целью отвлечения войск короля Яна II Казимира с южного театра военных действий полк Хованского предпринял рейд в Литву. Войска князя «выжгли и высекли» Дубровну, Оршу, Черею, Толочин, «жгли до самого Борисова» и с 16 февраля до 27 марта 1664 разбили в трёх боях несколько неприятельских полков. 5 и 6 июня 1664 в результате боёв на р. Лучосе Хованским было захвачено Гетманское знамя Михаила Паца, но после отбитой атаки многие всадники Хованского не отошли в табор, а бежали с поля боя прямо по домам. Сильно поредевшие от дезертирства полки были разбиты войском Паца, князь с трудом прорвался «обозом» в Витебск. Хованский, по словам Паца, потерпел сокрушительное поражение, потеряв весь обоз, 10 пушек и 63 штандарта, однако ушёл князь «обозом», пушек у него в распоряжении не было, и конница Новгородского полка (в лучшие времена насчитывавшая не более 4000 человек) не могла иметь такое количество знамён.
В результате поражения под Витебском вместо первого воеводы князя Якова Черкасского главным новгородским воеводой назначался князь Юрий Долгоруков. Князя Хованского, которому было бы «невместно оказаться у князя Юрья в товарищах», отозвали в Москву. Однако к концу 1664 года проявилась неспособность нового воеводы управлять строптивым Новгородским полком, в котором дворяне могли просто отказаться выступить на службу. Князь Иван Андреевич был возвращён в Новгородский полк в должности полкового воеводы, восстановил контроль над полком и возобновил активные действия в Литве, разбив войска Речи Посполитой в битве на Двине.
Возглавляя Новгородский полк, князь Иван Андреевич внёс значительный вклад в организацию военного дела на западных рубежах России. В 1660 году организовал гусарские роты, которые в 1661 году были развёрнуты в полк.
Деятельность Хованского оставила глубокий след в сознании польских и литовских современников. Постоянное чрезмерное восхваление и преувеличение побед над Хованским всеми, сколько-нибудь причастными к ним, мемуаристами показывает значение в их глазах этой личности и полка Новгородского разряда — одного из самых слабых и ненадёжных в русской армии. По отзывам его соотечественников, например враждовавшего с ним Ордина-Нащокина, князь Хованский был весьма самонадеянным воеводой и неоднократно осуждался за свои действия царём Алексеем Михайловичем. Царь в одном из своих писем советовал ему не возноситься своей службой: «Я тебя взыскал и выбрал на службу, а то тебя всяк называл дураком».
В 1665 году вновь упомянут первым судьёю Ямского приказа. В декабре 1666 году обедал у патриарха. В 1667—1668 годах воевода на Двине. В 1669—1671 годах воевода в Смоленске. В 1674—1675 годах воевода в Пскове. В 1676—1678 годах воевода на Двине.

## После войны
В 1678—1680 годах руководил обороной южных рубежей России от турок и крымских татар. В 1681 году воевода в Новгороде. В 1681—1682 годах возглавлял Сыскной приказ, Стрелецкий приказ (1682 год), Судный приказ (1682 год). В 1682 году был девятым в Боярской думе и подписал соборное уложение об отмене местничества. В апреле этого же года дневал и ночевал в Архангельском соборе у гроба царя Фёдора Алексеевича.
Во время Стрелецкого бунта 1682 года был назначен царевной Софьей руководителем выступивших за неё стрельцов, однако начал играть в собственную игру, используя для давления на правительство среди прочего старообрядцев. Этот этап стрелецкого бунта получил название Хованщина. После того, как Софье и её сторонникам удалось выехать из Москвы, Хованский прибыл на переговоры с ней в село Воздвиженское, где был казнён вместе с сыном, князем Андреем Ивановичем. Другой сын Пётр был сослан на Север, при Петре I помилован и воеводствовал в Киеве.

## Образ в литературе
Князь Иван Андреевич Хованский — один из главных героев исторического романа Виктора Кокосова «Струги на Неве», посвящённого русско-шведской войне 1656—1658 годов.
Образ Хованского встречается в следующих романах:
- А. Н. Толстой. «Пётр Первый» (1934).
- Н. М. Молева. «Государыня — правительница Софья» (2000).
- Р. Р. Гордин. «Игра судьбы» (2001).
- К. П. Масальский. «Стрельцы».

## Образ в искусстве
М. П. Мусоргский. Опера «Хованщина» (1872).
В популярной в советское время детской приключенческой повести А. Н. Рыбакова «Бронзовая птица» обстоятельства казни князя Хованского и его сына используются для создания вымышленной истории казни представителей вымышленного княжеского рода. Вместо царевны Софьи в повести фигурирует императрица Елизавета, которая в действительности за время своего правления не подписала ни одного смертного приговора.

## Память
По князю Ивану Хованскому принадлежавшее ему подмосковное село Никольское (ныне деревня Николо-Хованское, с 2012 года — в черте Москвы) в народе получило второе название Хованское, официально закреплённое в Советское время. По деревне получили названия Николо-Хованская улица и крупнейшее кладбище Москвы — Хованское кладбище.